# Circuit Het Nieuwsblad féminin 2007
Pour la course masculine, voir Circuit Het Nieuwsblad 2007.
La 2e édition du Circuit Het Nieuwsblad féminin a eu lieu le 18 mars 2007. La course fait partie du calendrier international féminin UCI 2007 en catégorie 1.2. C'est également la première épreuve internationale disputée en Europe pour les féminines et est considérée comme le début de la saison des classiques.

## Classements

### Classement final
| \| Classement général \| Classement général \| Classement général \| Classement général \| Classement général \| \| Coureur \| Coureur \| Pays \| Équipe \| Temps \| \| ------------------ \| ------------------ \| ------------------ \| --------------------------- \| ------------------ \| \| 1re \| Mie Bekker Lacota \| Danemark \| Flexpoint \| 3 h 27 min 05 s \| \| 2e \| Monica Holler \| Suède \| Bigla \| + 0 s \| \| 3e \| Jaccolien Wallaard \| Pays-Bas \| Vrienden van het Platteland \| + 0 s \| \| 4e \| Élodie Touffet \| France \| Menikini-Selle Italia-Gysko \| + 0 s \| \| 5e \| Liesbet De Vocht \| Belgique \| Lotto-Belisol Ladiesteam \| + 0 s \| \| 6e \| Ellen van Dijk \| Pays-Bas \| Vrienden van het Platteland \| + 0 s \| \| 7e \| Kathleen Sterckx \| Belgique \| AA Drink-Cycling Team \| + 0 s \| \| 8e \| Andrea Thürig \| Suisse \| Bigla \| + 0 s \| \| 9e \| Loes Gunnewijk \| Pays-Bas \| Flexpoint \| + 0 s \| \| 10e \| Kirsten Wild \| Pays-Bas \| AA Drink-Cycling Team \| + 19 s \| |                    |          |                             |                 |
| |                    |          |                             |                 |
| Source : Cycling Archives |                    |          |                             |                 |
| Classement général |                    |          |                             |                 |
| Coureur | Coureur            | Pays     | Équipe                      | Temps           |
| 1re | Mie Bekker Lacota  | Danemark | Flexpoint                   | 3 h 27 min 05 s |
| 2e | Monica Holler      | Suède    | Bigla                       | + 0 s           |
| 3e | Jaccolien Wallaard | Pays-Bas | Vrienden van het Platteland | + 0 s           |
| 4e | Élodie Touffet     | France   | Menikini-Selle Italia-Gysko | + 0 s           |
| 5e | Liesbet De Vocht   | Belgique | Lotto-Belisol Ladiesteam    | + 0 s           |
| 6e | Ellen van Dijk     | Pays-Bas | Vrienden van het Platteland | + 0 s           |
| 7e | Kathleen Sterckx   | Belgique | AA Drink-Cycling Team       | + 0 s           |
| 8e | Andrea Thürig      | Suisse   | Bigla                       | + 0 s           |
| 9e | Loes Gunnewijk     | Pays-Bas | Flexpoint                   | + 0 s           |
| 10e | Kirsten Wild       | Pays-Bas | AA Drink-Cycling Team       | + 19 s          |

### Barème des points UCI
| Position           | 1er | 2e | 3e | 4e | 5e | 6e | 7e | 8e |
| Classement général | 40  | 30 | 16 | 12 | 10 | 8  | 6  | 3  |